# Dólar Sacagawea
O dólar Sacagawea é uma moeda de um dólar dos Estados Unidos introduzida em 2000 e emitida continuamente até 2008 com o mesmo desenho. A partir de 2009, continuou a ser cunhada anualmente, mas com reversos diferentes em cada emissão, comemorando vários aspetos da cultura nativa americana.
O seu nome provém da figura do seu anverso, obra de Glenna Goodacre, que retrata um busto de Sacagawea (1788-1812), uma mulher do povo Shoshone conhecida por ajudar na expedição de Lewis e Clark na Louisiana. O seu reverso inicial é da autoria do artista Thomas D. Rogers e apresenta a figura de uma águia em voo com as asas abertas.
A sua cor dourada provém do revestimento de latão de manganês sobre um núcleo de cobre, o que lhe confere um aspeto distinto.
A moeda foi introduzida em substituição ao dólar de Susan B. Anthony, que gozava de pouca popularidade entre o público, apesar de se ter revelado útil para utilização em máquinas de venda automática e nos transportes públicos.
Após o seu lançamento, a Casa da Moeda dos Estados Unidos realizou uma intensa campanha de promoção da moeda, com publicidade em jornais, rádio e televisão, bem como através de parcerias com marcas como a Walmart e a Cheerios. No entanto, o dólar Sacagawea também não era popular, e a sua cunhagem foi drasticamente reduzida no segundo ano de produção. Entre 2007 e 2016, a sua emissão continuou em paralelo com a da série conhecida como "Dólar Presidencial". Em 2012, a sua circulação foi reduzida em 90%, em linha com uma produção semelhante dos ainda menos populares Dólares Presidenciais, devido às grandes reservas de moedas não utilizadas de ambas as séries.
A Casa da Moeda dos Estados Unidos considerou ainda a possibilidade de cunhar o Dólar Sacagawea em ouro de 22 quilates, para fins de coleção e investimento, chegando mesmo a realizar algumas cunhagens proof. No entanto, a ideia foi rapidamente descartada após questionar a sua autoridade para emitir tais moedas. Os poucos exemplares de ouro cunhados à prova são propriedade da Casa da Moeda dos Estados Unidos.
O Dólar Sacagawea recebeu o prémio Moeda do Ano em 2002, por ser a moeda mais popular de 2000.

## Contexto
Dada a circulação limitada do dólar Eisenhower, a última moeda de grande porte, em 1977 decidiu-se criar uma moeda mais pequena, com a intenção de a tornar mais útil à população e aumentar a sua utilização. Neste sentido, em 26 de setembro de 1978, o Congresso dos Estados Unidos aprovou a lei que previa a cunhagem do dólar Susan B. Anthony, em homenagem a esta sufragista americana. Mas estes novos dólares também eram impopulares, em parte devido à semelhança do seu tamanho e cor com as moedas de um quarto de dólar. Dado o interesse limitado pela nova moeda, a maioria dos exemplares cunhados foi parar aos cofres da Casa da Moeda dos Estados Unidos e da Reserva Federal dos EUA, e a sua cunhagem cessou em 1981.

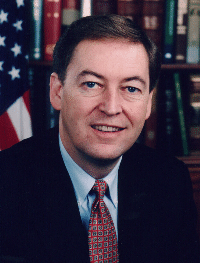
senador por Minnesota Rod Grams, o autor do projeto de lei do Senado para criar o dólar Sacagawea.

Apesar da impopularidade inicial, em meados da década de 1990, as reservas de dólares Susan B. Anthony começaram a diminuir, principalmente devido ao uso comum da moeda em máquinas de venda automática — incluindo as mais de 9.000 máquinas de selos postais nos Correios dos EUA — e também em sistemas de transporte público. A partir de 1997, foram apresentados vários projetos de lei ao Congresso e ao Senado com a intenção de retomar a sua cunhagem de moeda para fazer face à crescente procura. Mas em 21 de outubro do mesmo ano, Representante Republicano de Minnesota Rod Grams apresentou um novo projeto de lei no Senado solicitando a emissão de uma nova moeda de um dólar, com um novo design. No mesmo dia, numa sessão da Subcomissão de Política Monetária dos Serviços Financeiros da Câmara, os seus membros apoiaram a criação da nova moeda proposta por Grams e recomendaram que fosse de uma cor diferente, dourada, e com uma borda distinta, para evitar confusão com a moeda de um quarto. Nessa sessão, Philip N. Diehl, então diretor da Casa da Moeda dos EUA, estimou que seriam necessários três meses para iniciar a produção da nova moeda de um dólar.
O Senado aprovou a legislação necessária em 9 de Novembro de 1997, e a Câmara dos Representantes fez o mesmo em 13 de Novembro. Em 1 de Dezembro, Presidente Bill Clinton assinou a legislação que autorizava o programa Moeda Comemorativa de 50 Estados (Lei Pública 105-124). A quarta secção deste ato, intitulada "The United States Dollar Coin Act of 1997" (Lei da Moeda de Dólar dos Estados Unidos de 1997), previa a cunhagem de uma nova moeda de um dólar nestes termos: "A nova moeda de um dólar deverá ser de cor dourada, deverá ter uma borda distinta e deverá ter características táteis e visuais que tornem o seu valor facial facilmente discernível." O ato também autorizou o Secretário do Tesouro a retomar a produção do dólar Susan B. Anthony até que a produção dos novos dólares pudesse começar; no total, mais de 41 milhões de dólares Susan B. Anthony foram cunhados até 1999.

## Histórico do Design

### Escolha do motivo

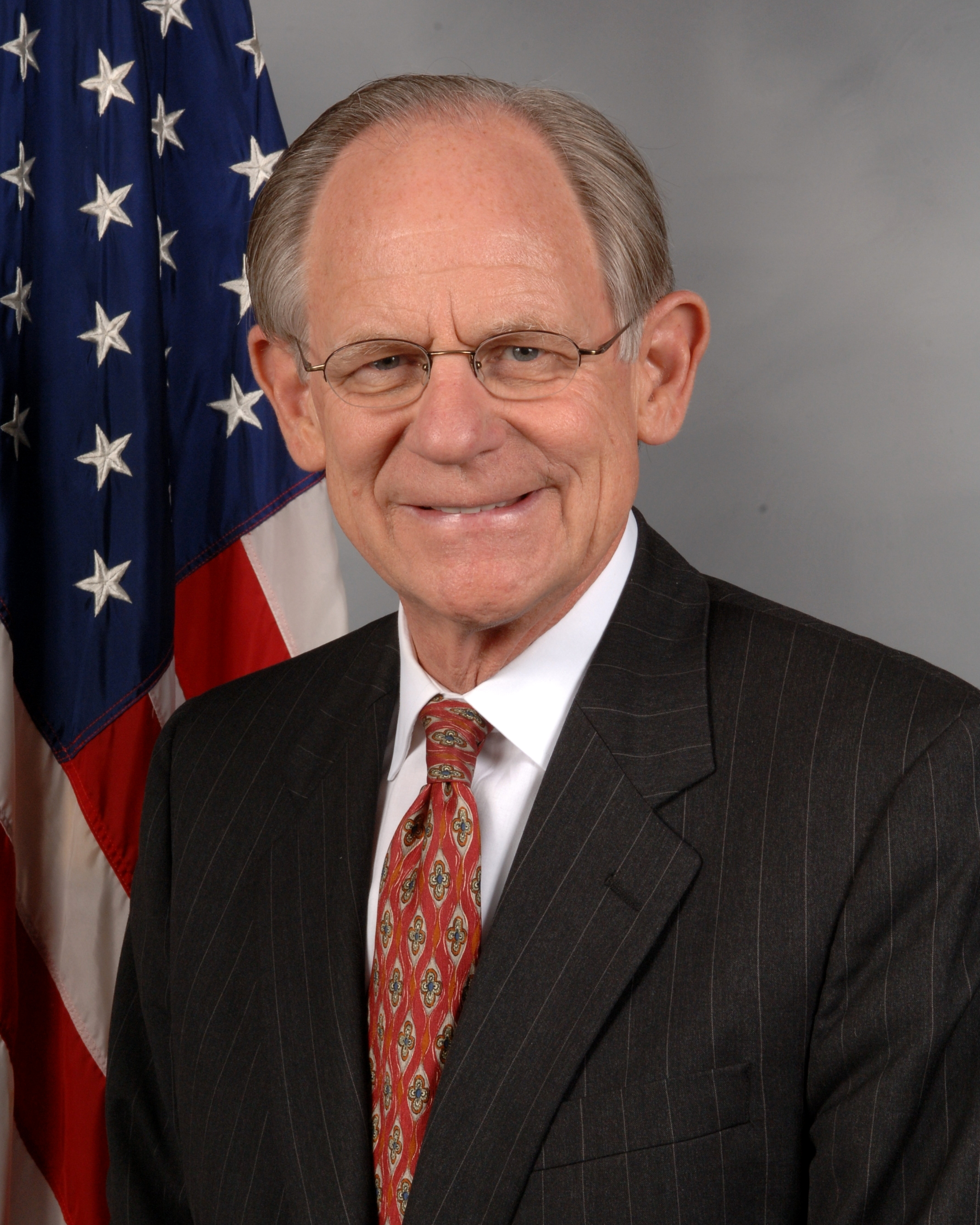
Representante Michael Castle, de Delaware, um defensor do motivo da Estátua da Liberdade para o novo dólar, em vez do busto de Sacagawea.

Embora a lei de 1997 exigisse uma alteração na liga do novo dólar e também na sua cunhagem, não especificou os motivos que deveriam aparecer no seu anverso e reverso.
Para tomar esta decisão, o Secretário do Tesouro, Robert Rubin, nomeou um comité consultivo de nove membros. Rubin, que em virtude do seu cargo estava autorizado a selecionar os motivos das moedas, especificava que deveria ter uma representação feminina e não poderia representar uma pessoa viva. O comité, presidido por Philip N. Diehl — cujas funções não incluíam a votação de desenhos — reuniu-se pela primeira vez na Filadélfia em Junho de 1998 para discutir 17 propostas apresentadas pelos seus membros e muitas outras sugestões populares recebidas por diversos meios. Em 9 de Junho de 1998, o comité decidiu recomendar a figura de Sacagawea, uma mulher Shoshone conhecida por ajudar na expedição Lewis e Clark na Louisiana, como a principal razão para a nova moeda de um dólar.
Apesar desta decisão do comité, o Representante Republicano por Delaware Michael Castle defendeu que a Estátua da Liberdade fosse a principal razão para as novas moedas de um dólar, com base na legislação anterior. Numa carta à Câmara dos Representantes, Castle expôs as suas objecções, afirmando que "o objectivo da criação de uma nova moeda de um dólar é torná-la mais distinta, com um design popular que incentive a sua maior utilização pela população". Entre 18 e 22 de Novembro de 1998, o Gabinete de Contabilidade Geral realizou um inquérito, encomendado por Castle, para esclarecer qual dos dois designs teria maior aceitação popular. O resultado foi que 65% preferiram a Estátua da Liberdade, em comparação com 27% que preferiram Sacagawea. Apesar disso, Sacagawea foi finalmente escolhida como a principal razão para as novas moedas de um dólar.

### Design inicial (2000–2008)
A partir daí, foram enviados convites a 23 artistas com orientações sobre o que os designs deveriam representar. O anverso deveria apresentar uma imagem de Sacagawea e o reverso, uma águia como símbolo de paz e liberdade. Outra diretiva pedia aos artistas que fossem "sensíveis à autenticidade cultural, tentando evitar representar um rosto europeu clássico com um adereço nativo americano". Em novembro e dezembro de 1998, a Casa da Moeda dos Estados Unidos convocou um grupo composto por membros da comunidade indígena, professores, Numismáticos, Historiadores, membros do Congresso, funcionários do governo e outros para rever os desenhos propostos. Foram inicialmente selecionados seis desenhos para o anverso e sete para o reverso para análise posterior.
Após a realização de várias pesquisas e a criação de vários focus groups, a Casa da Moeda dos Estados Unidos selecionou três finalistas para o anverso e quatro para o reverso. A Casa da Moeda recebeu aproximadamente 90.000 e-mails referentes ao processo de seleção dos desenhos. Em resposta ao grande número de comentários recebidos, Diehl afirmou que a Internet tinha permitido "um programa de divulgação sem precedentes para avaliar a opinião pública sobre os desenhos". Os sete desenhos pré-selecionados foram submetidos à Comissão de Belas Artes dos Estados Unidos, que selecionou uma representação de Sacagawea com o seu filho pequeno, Jean Baptiste Charbonneau, da escultora Glenna Goodacre (1939-2020) como vencedora para o anverso. Goodacre utilizou uma mulher Shoshone chamada Randy'L He-dow Teton (nascida em 1976) como modelo para Sacagawea, dado que não existe nenhum retrato contemporâneo que sirva de base para a obra. A representação da criança foi parcialmente inspirada em Adam Scholz, de um ano de idade. Por outro lado, para o reverso, a Comissão de Belas Artes escolheu a proposta da águia voadora criada pelo escultor e gravurista Thomas D. Rogers (nascido em 1945).

### Redesenho da série (de 2009)
Em 20 de Setembro de 2007, o Presidente George W. Bush assinou o que é conhecido como a Lei da Moeda de Dólar Nativo Americano (Lei Pública 110-82). Entre outras coisas, esta nova lei especifica que a moeda de um dólar com Sacagawea no anverso deve exibir no reverso "imagens que celebrem as importantes contribuições feitas por Tribos indígenas e nativos americanos para o desenvolvimento e a história dos Estados Unidos". Esta lei incluiu também a eliminação da data e da marca da casa da moeda do anverso, e da legenda E PLURIBUS UNUM do reverso, que deveriam ser gravadas na moeda a partir de então.
O programa desta série anual de moedas exige, portanto, que o reverso do dólar Sacagawea apresente um novo desenho todos os anos. Para determinar este desenho, os membros das organizações de consultoria — o Comité de Assuntos Indígenas do Senado dos Estados Unidos, o Caucus Indígena Americano e o Congresso Nacional dos Índios Americanos — designam um representante para fazer a ligação com a Casa da Moeda dos Estados Unidos. São então selecionados entre 12 e 15 desenhos após consulta ao Museu Nacional do Índio Americano e à Smithsonian Institution. Nesse momento, as organizações de consultoria fornecem à Casa da Moeda os seus comentários sobre os temas propostos, e as sugestões são enviadas ao Comité Consultivo dos Cidadãos sobre a Moeda, que, por fim, recomenda um tema. Após a revisão das recomendações e contributos das organizações colaboradoras, a seleção do tema é finalizada e, a partir daí, são feitos os desenhos que o representam, os quais, após uma nova série de novas consultas, regressam ao Comité Consultivo dos Cidadãos sobre a Moeda para aprovação. Com base em todos os comentários e recomendações recebidos, a Casa da Moeda dos EUA seleciona um desenho final, que é proposto ao Secretário do Tesouro para aprovação.